# 쉬 쉬 쉬잇
《쉬 쉬 쉬잇》은 이현화(李鉉和, 1943-    )의 작품이다. 1970년도 <중앙일보> 신춘문예(<요한을 찾습니다>)를 통해 등장한 이현화는 70년대에서 가장 기대되었던 신진작가이다. 이현화는 기하학적인 극구성과 예리하고 발랄한 대사처리, 시종 위협과 공포를 불러일으키는 분위기 조성, 통렬한 냉소로 시대를 풍자하는 작가이다. '자유극장'에 의해 공연된 <쉬 쉬 쉬잇>(金正鈺 연출)도 그런 독특한 작품으로 <누구세요?> <텍서사이스> 등과 함께 3부작으로 구성되어 있다.  신혼부부가 여행중에 어떤 침입자에 의해 고초를 당하는 이야기의 <쉬 쉬 쉬잇>은 이 시대의 정신상황을 해럴드 핀터식으로 점검한 작품이다. 즉 오늘의 인간의 내면적 파멸이 원죄의식에서 나온 양심의 하자(瑕疵)라는 잠재의식에 의한 것이냐, 아니면 시대상황이 주는 외부적 충격에 연유한 것이냐에 대해서 매우 암시적이고 상징적으로 어떤 해답을 던지고 있다.  이 작품은 감각면에서나 드라마의 전개에 있어서 외국작가의 수준에 그리 뒤지지 않는 작품이다. 추리극은 첨단적 연극의 한 경향이며 삶의 공포는 핀터라든가 카프카 등이 즐겨 다룬 작품주제이기도 하다.